# Finale FA Cup 2004
De finale van de FA Cup van het seizoen 2003/04 werd gehouden op 22 mei 2004. Manchester United nam het op tegen Millwall. De wedstrijd vond plaats in het Millennium Stadium in Cardiff. Manchester United won overtuigend met 3-0.
Bij Manchester startte Ruud van Nistelrooij in de basis. Hij scoorde twee keer, waarvan één keer via een strafschop.

## Finale

### Wedstrijd
|                         |                                             |       |          |                                                                                         |
| 22 mei 2004 15:00 UTC+1 | Manchester United                           | 3 – 0 | Millwall | Millennium Stadium, Cardiff Toeschouwers: 71.350 Scheidsrechter: Jeff Winter (Engeland) |
| 22 mei 2004 15:00 UTC+1 | Ronaldo 44' Van Nistelrooij 65' (pen.), 81' |       |          | Millennium Stadium, Cardiff Toeschouwers: 71.350 Scheidsrechter: Jeff Winter (Engeland) |

| Manchester United | Millwall |

| Manchester United: |    |                      |     |
|                    |    |                      |     |
| GK                 | 14 | Tim Howard           | 84' |
| RB                 | 2  | Gary Neville         |     |
| CB                 | 6  | Wes Brown            |     |
| CB                 | 27 | Mikaël Silvestre     |     |
| LB                 | 22 | John O'Shea          |     |
| RM                 | 7  | Cristiano Ronaldo    | 84' |
| CM                 | 24 | Darren Fletcher      | 84' |
| AM                 | 18 | Paul Scholes         |     |
| CM                 | 16 | Roy Keane            |     |
| LM                 | 11 | Ryan Giggs           |     |
| CF                 | 10 | Ruud van Nistelrooij |     |
| Wisselspelers:     |    |                      |     |
| GK                 | 13 | Roy Carroll          | 84' |
| DF                 | 3  | Phil Neville         |     |
| MF                 | 8  | Nicky Butt           | 84' |
| MF                 | 19 | Eric Djemba Djemba   |     |
| FW                 | 20 | Ole Gunnar Solskjær  | 84' |
| Coach:             |    |                      |     |
| Alex Ferguson      |    |                      |     |

| Millwall:      |    |                  |         |
|                |    |                  |         |
| GK             | 33 | Andy Marshall    |         |
| RB             | 25 | Marvin Elliott   |         |
| CB             | 2  | Matthew Lawrence |         |
| CB             | 12 | Darren Ward      |         |
| LB             | 3  | Robbie Ryan      | 74'     |
| RM             | 7  | Paul Ifill       |         |
| CM             | 19 | Dennis Wise      | 48' 89' |
| AM             | 4  | Tim Cahill       |         |
| CM             | 8  | David Livermore  |         |
| LM             | 26 | Peter Sweeney    |         |
| CF             | 9  | Neil Harris      | 75'     |
| Wisselspelers: |    |                  |         |
| GK             | 13 | Willy Guéret     |         |
| DF             | 27 | Alan Dunne       |         |
| MF             | 37 | Barry Cogan      | 74'     |
| MF             | 11 | Curtis Weston    | 89'     |
| FW             | 23 | Mark McCammon    | 75'     |
| Speler-coach:  |    |                  |         |
| Dennis Wise    |    |                  |         |

1980 · 1981 · 1982 · 1983 · 1984 · 1985 · 1986 · 1987 · 1988 · 1989 · 1990 · 1991 · 1992 · 1993 · 1994 · 1995 · 1996 · 1997 · 1998 · 1999 · 2000 · 2001 · 2002 · 2003 · 2004 · 2005 · 2006 · 2007 · 2008 · 2009 · 2010 · 2011 · 2012 · 2013 · 2014 · 2015 · 2016 · 2017 · 2018 · 2019 · 2020 · 2021 · 2022 · 2023 · 2024